# FNN東海テレビ朝駆け第一報!
『FNN東海テレビ朝駆け第一報!』（エフエヌエヌとうかいテレビあさがけだいいっぽう）は、1990年4月2日から1991年4月5日まで東海テレビで放送された平日朝のニュース番組・情報番組である（『FNN朝駆け第一報!』の東海テレビタイトル差し替え）。

## キャスター
本番組放送当時の東海テレビの女性アナウンサーが日替わりシフト勤務で担当していた。ただしスタジオは『FNN東海テレビスーパータイム』のセットではなく、『FNN東海テレビスピーク』（=『FNNスピーク』の中京ローカル枠）で使用されていた円形クロマキーバックのセットを共通使用していた。

## 放送時間
- 月曜 - 金曜 6:00 - 6:55 （日本標準時、55分）

## 『FNN朝駆け第一報!』との違い
- 東海テレビの場合、ローカルニュース枠はいずれも天気予報直後の6時22分から3分間、6時46分頃から2分間というスポットニュース的な体裁を持って差し替えを行っていた。差し替えの対象番組であった『FNN朝駆け第一報!』は、2部構成を意識して全国のニュースを中心に伝えていた保守的な内容で平日朝のFNNニュース枠であった。
- 放送後期（最後の半年間）になってからは、前半の1部構成がタイムテーブルを若干変更した（全国のニュース→スポーツコーナー→天気予報→海外経済情報と言った具合で放送していた）。2部構成も6時半丁度の開始となり、それでも『スーパータイム』のようにネット局によるローカル差し替えは行われず、放送前期と同じような体裁で東海地方のニュースを伝えていた。